# Xinmiao (köpinghuvudort i Kina, Hubei Sheng, lat 30,39, long 114,93)
Xinmiao är en köpinghuvudort i Kina. Den ligger i provinsen Hubei, i den centrala delen av landet, omkring 65 kilometer öster om provinshuvudstaden Wuhan. Antalet invånare är 20 133. Befolkningen består av 9 486 kvinnor och 10 647 män. Barn under 15 år utgör 15,0 %, vuxna 15-64 år 73 %, och äldre över 65 år 10,0 %.
Runt Xinmiao är det tätbefolkat, med 819 invånare per kvadratkilometer. Närmaste större samhälle är Huanggang, 8,8 km nordväst om Xinmiao. Trakten runt Xinmiao består till största delen av jordbruksmark.
Genomsnittlig årsnederbörd är 1 805 millimeter. Den regnigaste månaden är maj, med i genomsnitt 269 mm nederbörd, och den torraste är december, med 35 mm nederbörd.